# 庄田安信
庄田 安信（しょうだ やすのぶ）は、戦国時代から江戸時代初期の武将。当初は吉武氏を称した。

## 生涯
丹波氷上郡の武士。家伝によると父安守は三河松平氏に仕えたが、病により致仕して旧領で隠居したといい、安信はその三男。当初は丹波赤井氏に従い、次いで豊臣秀吉家臣の木村重茲に仕えた。
慶長5年（1600年）からは徳川家康に出仕し、慶長6年（1601年）日向佐土原城番、次いで伏見城番。慶長11年（1606年）大和山辺郡・宇智郡に2000石を与えられた。慶長19年（1614年）からの大坂の陣では旗奉行を務めた。同年に隠居して京都浄福寺に入って松声と号し、そこで晩年を過ごした。嫡子の安村は小田原征伐で戦没していたため、孫の安照が家督を継いだ。
元禄赤穂事件で浅野長矩を庭先で切腹させたことで知られる安利は玄孫。